# Hyphessobrycon pyrrhonotus
Hyphessobrycon pyrrhonotus és una espècie de peix de la família dels caràcids i de l'ordre dels caraciformes.

## Morfologia
- Els mascles poden assolir 4,5 cm de llargària total.[4][5]

## Hàbitat
Viu a àrees de clima tropical entre 24 °C - 27 °C de temperatura.

## Distribució geogràfica
Es troba a Sud-amèrica: conca del  riu Negro.